# Françoise Castro
Pour les articles homonymes, voir Castro.
Françoise Castro, née en 1947 au Mexique, est une productrice de télévision française.

## Vie privée
Elle est née le 21 février 1947 à Mexico (sa mère est grecque et son père, né en Turquie, a acquis la nationalité mexicaine par naturalisation).
Elle est diplômée en psychosociologie.
Elle a été mariée avec Laurent Fabius (de 1981 à 2002), avec qui, elle a eu deux enfants : Thomas (né en 1981) et Victor (né en 1983).

## Vie professionnelle
Proche de François Mitterrand, elle adhère au Parti socialiste français (PS) en 1974 et en devient permanente (salariée) en 1976. Elle travaille dans le secteur culturel et s'occupe de la revue du PS appelée Nouvelle Revue socialiste, dont Maurice Benassayag est le rédacteur en chef. Elle succède à ce dernier comme rédactrice en chef de 1979 à 1981. 
À partir de 1983, elle anime les clubs Espace 89, une association qui relie politiques et intellectuels considérée de mouvance fabiusienne.
Elle est écoutée dans le cadre de l'affaire des écoutes secrètes de l'Élysée car elle discute au téléphone avec une personne souhaitant aider le journal que voulait lancer Jean-Edern Hallier, visé par la cellule de l'Élysée depuis qu'il menaçait de kidnapper Mazarine Pingeot.

## Filmographie

### En tant que productrice de télévision
- Les Pieds dans le plat
- Adouna, la vie, le monde
- Les Pirogues des hautes terres
- Divine Émilie
- Le Pendu
- Mes parents chéris
- Mademoiselle Gigi
- Retiens-moi
- Une vie en retour
- Haute coiffure

### En tant qu'actrice
- La Petite Apocalypse